# Estação Tamanduateí

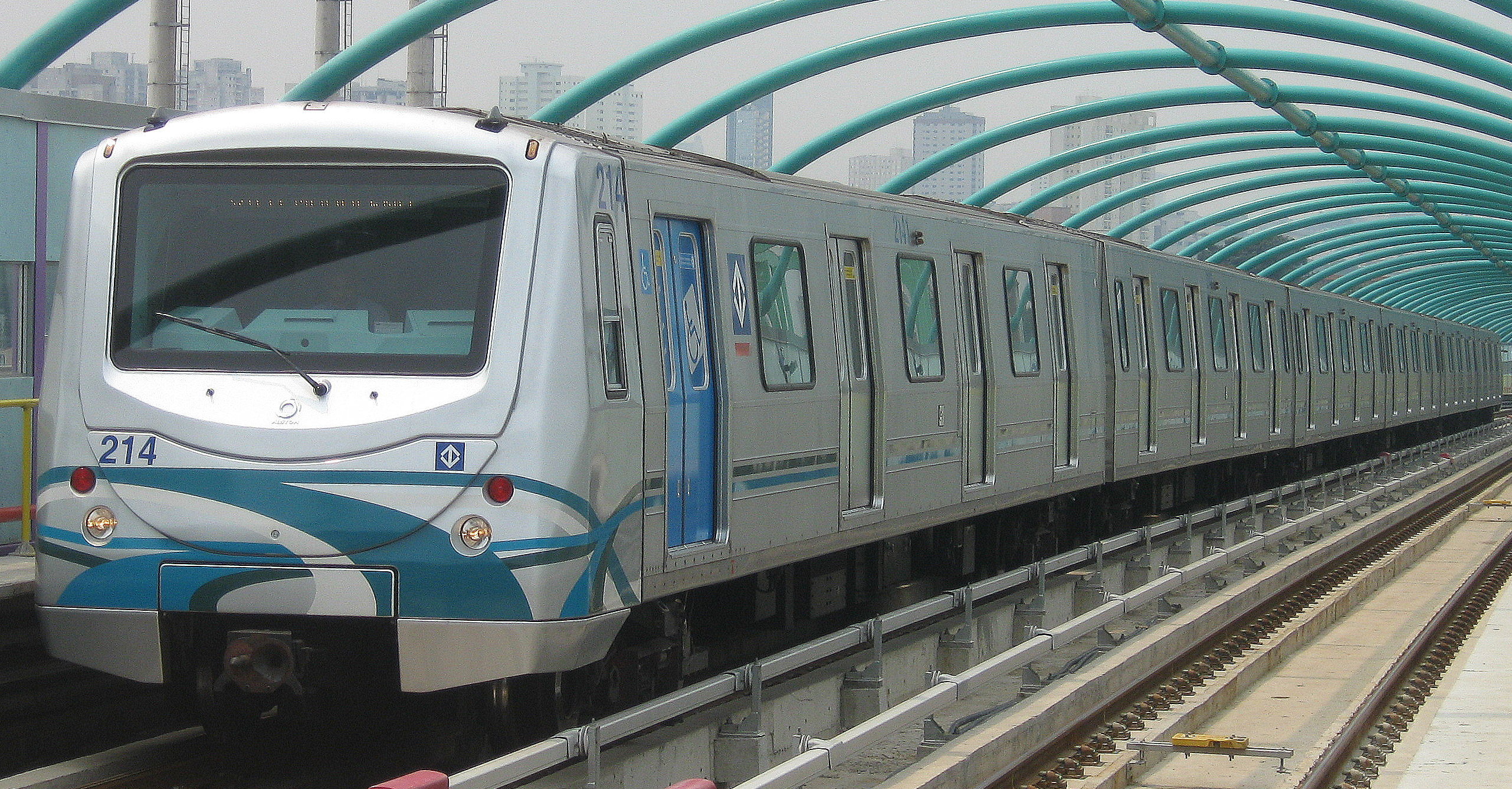
TUE Alstom Frota G do Metrô de São Paulo se aproximando da Estação Tamanduateí

A Estação Tamanduateí é uma estação ferroviária, pertencente à Linha 10–Turquesa da CPTM e integrada à estação da Linha 2–Verde do Metrô de São Paulo. Fica localizada no limite entre os distritos de Ipiranga, na Zona Sul de São Paulo e de Vila Prudente, na Zona Leste de São Paulo, no bairro da Vila Independência.
Receberia também a Linha 18–Bronze, cancelada em 2019, que faria desta uma estação terminal.

## Histórico
A Estação Tamanduateí original foi inaugurada em 1947 pela Estrada de Ferro Santos-Jundiaí e desativada em 21 de setembro de 2010, sendo substituída pela estação atual, que fica a cerca de cem metros de distância. Com a construção da nova estação de trem e metrô, o prédio antigo foi demolido. A nova estação foi construída para atender tanto a Linha 10 do Trem Metropolitano de São Paulo como a Linha 2–Verde do Metrô, com a parte do Metrô elevada. Foi a última a ser inaugurada na atual configuração da Linha 2, em 21 de setembro de 2010. Existe uma proposta do deputado estadual Edson Ferrarini para trocar o nome da estação para Tamanduateí-Imperador do Ipiranga, em homenagem à escola de samba Imperador do Ipiranga. "No Carnaval, o nome da escola é levado para todo o Brasil e o mundo", justifica o parlamentar.
Segundo o jornal Folha de S.Paulo, a estação tem importância ressaltada por ser uma ligação entre o ABC Paulista e a região da Avenida Paulista. Essa conexão, entretanto, preocupava alguns especialistas ouvidos pelo Jornal da Tarde em setembro de 2010, que falaram em sobrecarga da Linha 2, mas o Metrô respondeu que houve estudos de demanda e o ingresso de novos passageiros não ultrapassaria a capacidade da linha.
Foi prevista a inauguração para março de 2010, porém atrasos nas obras impediram a inauguração, sendo que o metrô preferiu não fazer uma nova previsão. Em meados de setembro, membros do governo do estado tentaram articular a inauguração para o fim de semana do dia 18, mas o Metrô acabou por inaugurá-la em 21 de setembro de 2010, com seis meses de atraso. A cerimônia acabou ofuscada por uma pane na Linha 3–Vermelha, na manhã daquele dia.
A estação funcionou em operação assistida gratuita, inicialmente de segunda a sexta-feira, das 9 horas às 16h30, horário estendido para entre 8h30 e 17 horas a partir de 30 de setembro e para entre 8 e 17 horas a partir de 5 de fevereiro de 2011, quando houve também o início da cobrança de tarifa. Fora desses horários, a Ponte Orca seguia fazendo o transporte entre a estação Tamanduateí da CPTM e a estação Sacomã do Metrô. Apesar de haver cobrança de tarifas, a estação seguiu em operação assistida. O horário foi ampliado novamente em 19 de março, passando para das 4h40 às 21 horas. Segundo o Metrô, o horário só não foi estendido até a meia-noite porque ainda restariam trezentas horas de testes a ser executadas no sistema de sinalização. Com essa mudança, o sistema Ponte Orca foi desativado entre as estações Tamanduateí e Sacomã.
Cinco meses após a abertura da estação, ela já apresentava três goteiras, sendo uma na plataforma da CPTM e duas na área do Metrô. A empresa alegou que o reparo seria feito pela construtora, sem ônus. Moradores da região ouvidos pelo Jornal da Tarde em abril de 2011 reclamaram do suposto abandono do entorno da estação, já que a região deserta facilitaria assaltos. O Metrô respondeu as reclamações dizendo que existia um projeto de reurbanização da área, cujas obras tinham previsão de início no segundo semestre.

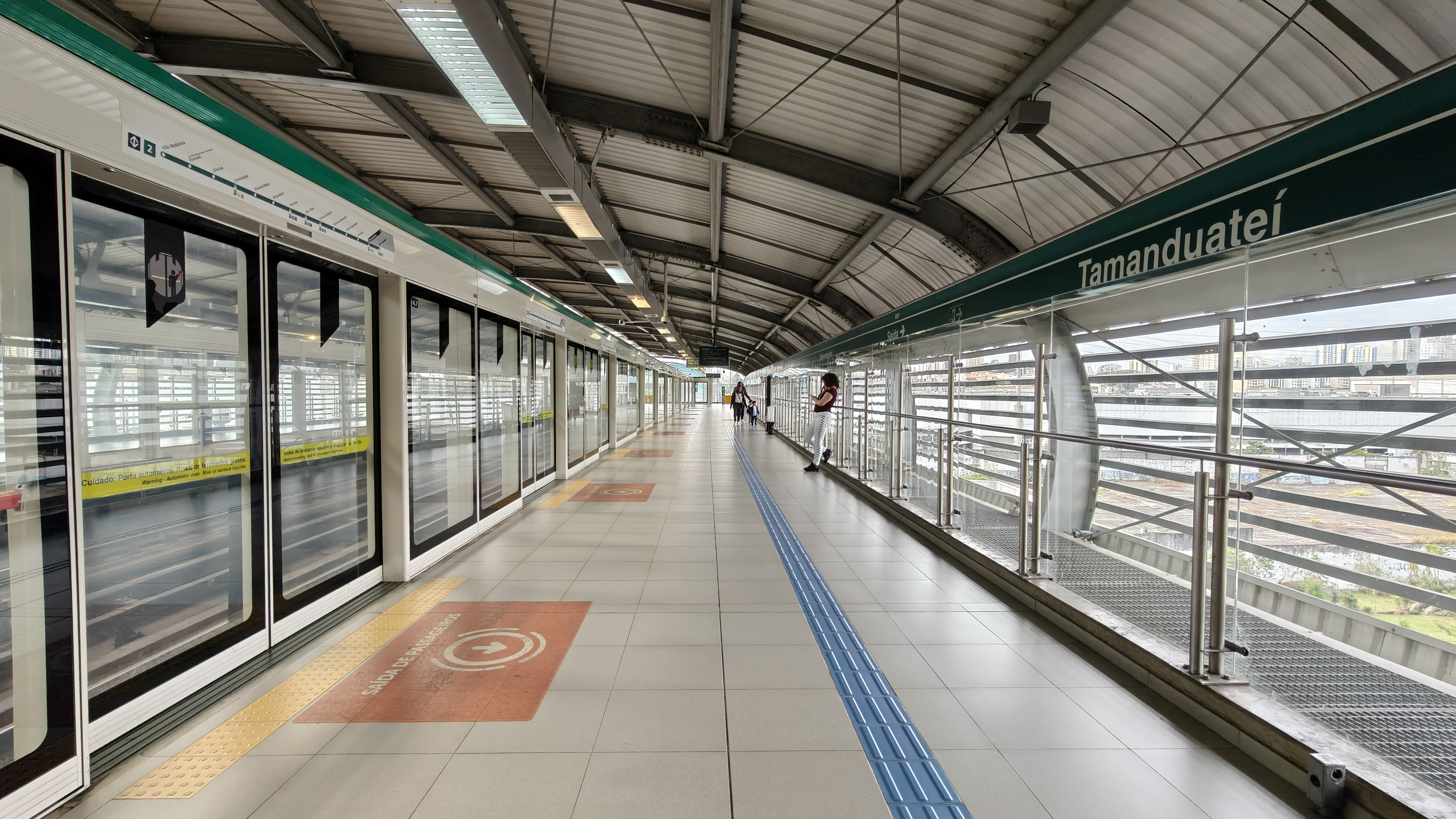
Plataforma da estação do Metrô

A partir de 12 de setembro de 2011, o horário de funcionamento foi ampliado para até a meia-noite, mesmo horário das demais estações do Metrô de São Paulo. A expectativa era de que as três horas adicionais gerariam um aumento de cerca de 2% no número de passageiros da linha.
O entorno da estação sofreu um alagamento em 15 de dezembro, devido ao transbordamento do Rio Tamanduateí. Na ocasião, os funcionários que chegavam para trabalhar eram obrigados a seguir até a Estação Vila Prudente, de onde pegavam o metrô para seguir à estação. Segundo uma funcionária ouvida pelo Jornal da Tarde, a água teria alcançado as escadas rolantes da entrada da Avenida Presidente Wilson. Passageiros que desembarcavam na estação tiveram de esperar a água baixar e, mesmo após isso acontecer, tiveram de lidar com muita lama ao longo daquele dia. A direção do Metrô ressaltou que o funcionamento da estação não foi interrompido, pois a estação fora projetada acima da cota de inundação da região, que tem "problemas crônicos com enchentes". Uma dessas medidas previa um reforço na drenagem superficial de água, mas que é suficiente apenas se não houver transbordamento do rio.

## Características

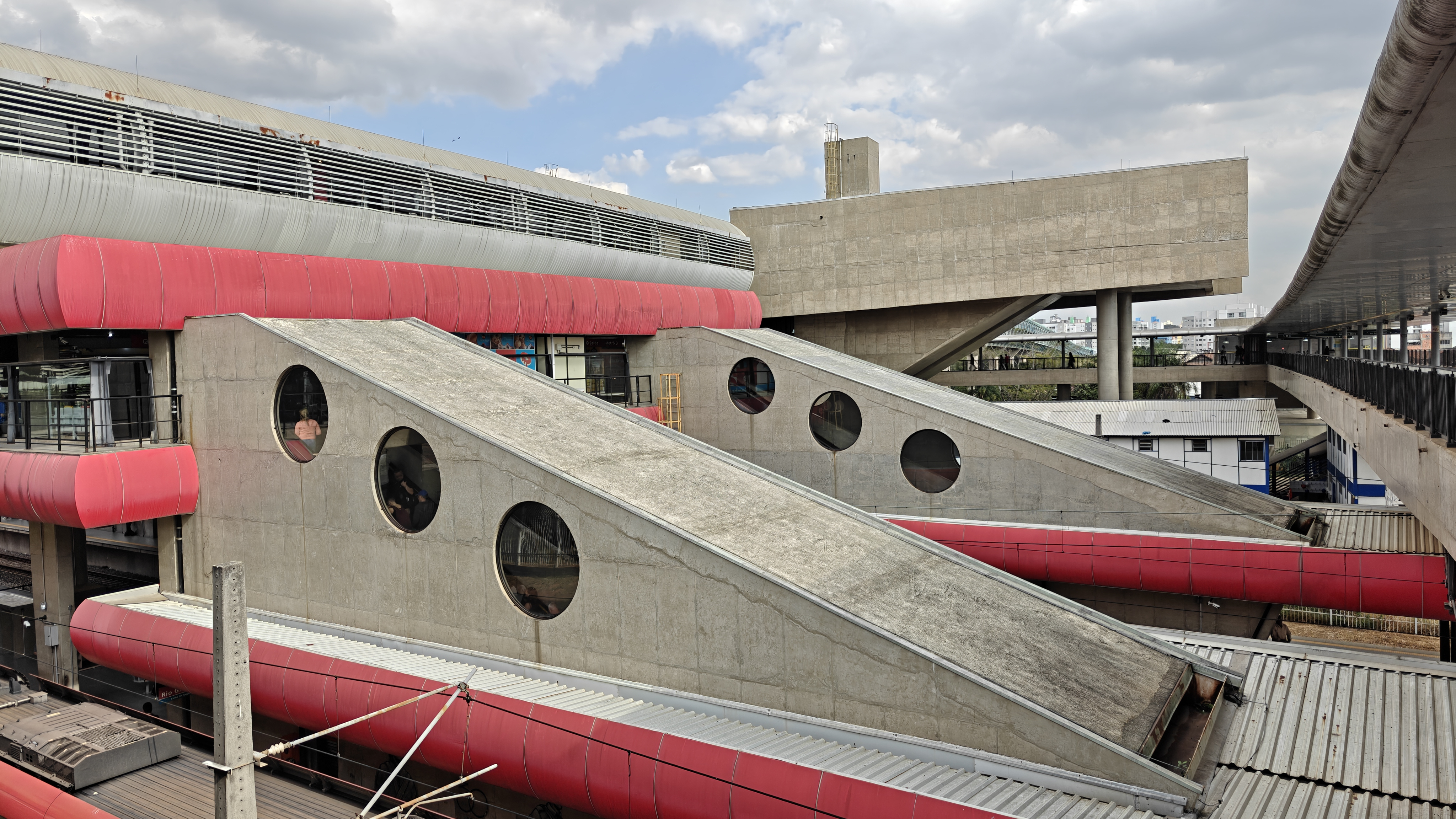
Na estação Tamanduateí, a linha 2-Verde do metrô (em cima) se cruza com a linha 10-Turquesa (em baixo)

A estação está localizada entre a Avenida Presidente Wilson e a Rua Guamiranga, possuindo acessos em ambos os logradouros. A estação é elevada, com plataformas laterais. Seu mezanino é comum às duas partes da estação (CPTM e Metrô). São cinco níveis ao todo no complexo: porão de cabos enterrado, salas técnicas no nível térreo, salas operacionais logo acima das salas técnicas, mezanino interligado com as passarelas dos acessos e, no topo, as plataformas do Metrô. A passarela de ligação entre a Avenida Presidente Wilson e a Rua Guamiranga fica do lado norte e serve como único acesso à estação, mas também permite livre trânsito de pedestres entre os dois lados da linha da CPTM. O acesso às plataformas do Metrô é a partir do mezanino, por meio de dois conjuntos de escadas fixas, rolantes e elevadores. A capacidade da estação, divulgada pelo Metrô, é de 33 118 passageiros por hora nos períodos de pico.

## Tabelas
| Sigla | Estação     | Inauguração            | Integração                                                                              | Plataformas         | Posição    | Notas                        |
| ----- | ----------- | ---------------------- | --------------------------------------------------------------------------------------- | ------------------- | ---------- | ---------------------------- |
| TMD   | Tamanduateí | 21 de setembro de 2010 | Bilhete Único da SPTrans Linha 2–Verde do Metrô e com linhas intermunicipais da EMTU-SP | Laterais e Centrais | Superficie | Estação construída pela CPTM |

| Sigla | Estação     | Inauguração            | Capacidade         | Integração                                                                                 | Plataformas | Posição | Notas |
| ----- | ----------- | ---------------------- | ------------------ | ------------------------------------------------------------------------------------------ | ----------- | ------- | ----- |
| TTI   | Tamanduateí | 21 de setembro de 2010 | 70 mil passageiros | Bilhete Único da SPTrans Linha 10–Turquesa da CPTM e com linhas intermunicipais da EMTU-SP | Laterais    | Elevada |       |

### Diagrama das estações
|  | ↕ a ↕ |

| 1 |

|  | ↑ b ↑ |

|  | ↓ c ↓ |

| 2 |

|  | ↓ d ↓ |

|  | ↕ a ↕ |

| 1 |

|  | ↑ b ↑ |

|  | ↓ c ↓ |

| 2 |

|  | ↓ d ↓ |

|  | ↕ a ↕ |

| 1 |

|  | ↑ b ↑ |

|  | ↓ c ↓ |

| 2 |

|  | ↓ d ↓ |

|  | ↕ a ↕ |

| 1 |

|  | ↑ b ↑ |

|  | ↓ c ↓ |

| 2 |

|  | ↓ d ↓ |

| 1 |

|  | ↓ a ↓ |

|  | ↑ b ↑ |

| 2 |

| 1 |

|  | ↓ a ↓ |

|  | ↑ b ↑ |

| 2 |

| 1 |

|  | ↓ a ↓ |

|  | ↑ b ↑ |

| 2 |

| 1 |

|  | ↓ a ↓ |

|  | ↑ b ↑ |

| 2 |